# Huayna Palcón
Fue uno de los hijos bastardos del inca Huayna Cápac y hermano de Huáscar y Atahualpa. Luego de la captura de Atahualpa, estuvo al lado del general Quizquiz y luchó valerosamente contra los conquistadores españoles. Junto con este, fueron finalmente derrotados en las llanuras de Riobamba por Sebastián de Benalcázar en la tercera batalla de Tiocajas, una de las batallas más sangrientas de la historia de la conquista.
Luego de esta derrota marcharon Quizquiz y Huayna Palcón hacia la selva para definir que estrategia habrían de asumir en el futuro. Quizquiz se mostraba a favor de una lucha de guerrillas hasta recomponer sus fuerzas, sin embargo Huayna Palcón no estaba de acuerdo. El joven Inca planteó la posibilidad de rendirse ante los conquistadores españoles. Indignado, Quisquís le reprochó su solicitud por lo que Huayna Palcón, ofendido y ofuscado, en un arrebato de cólera clavó su lanza en el pecho de Quizquiz, cuyo cuerpo rodó por tierra sin vida. Horrorizado al comprender el crimen que había cometido, de un tajo Huayna Palcón cortó su mano derecha con la izquierda.